# Meßberg (metropolitana di Amburgo)
Messberg è una stazione della metropolitana di Amburgo, sulla linea U1.